# Britannia Beach

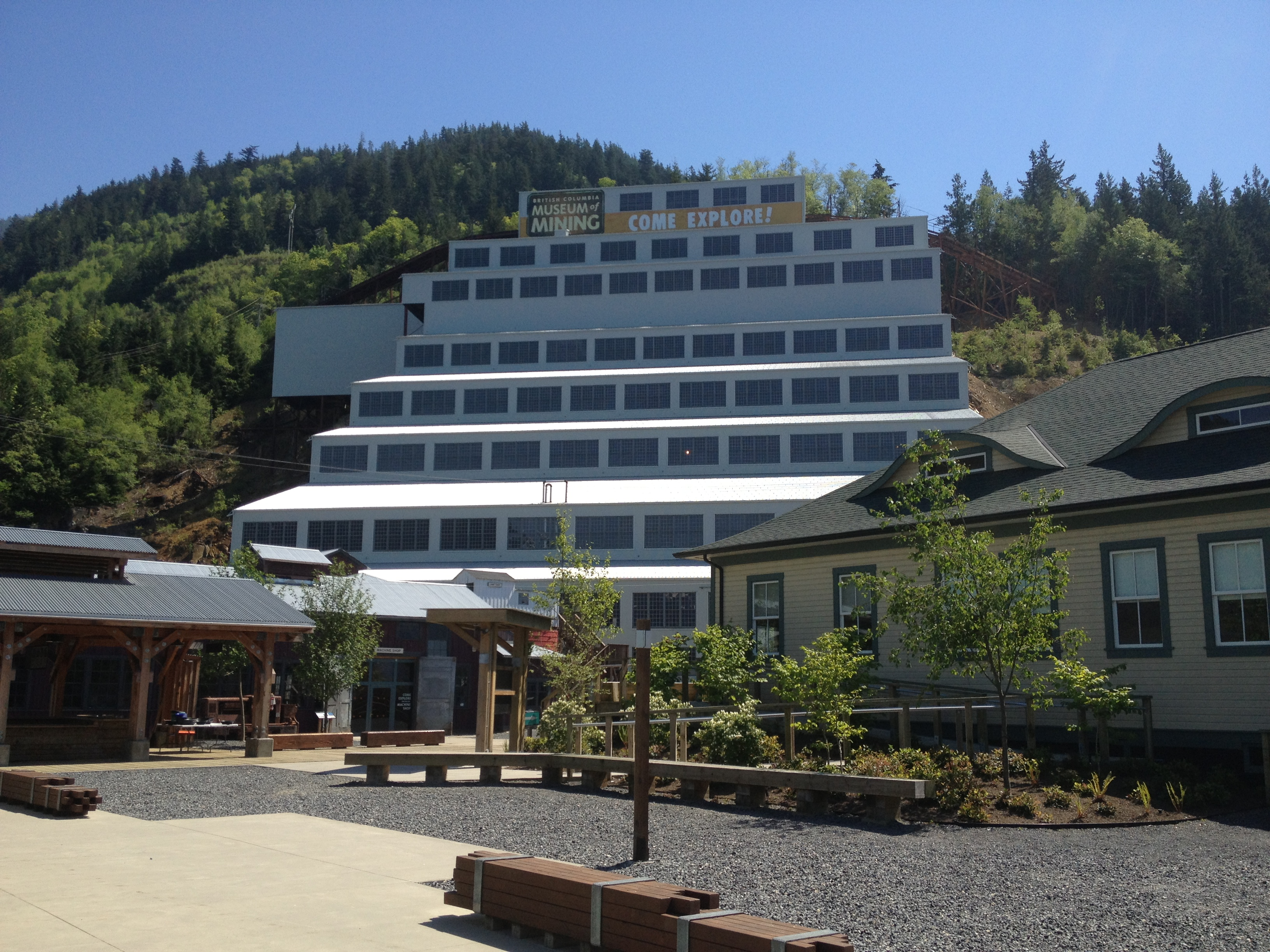
Britannia Mine Museum, at Britannia Beach, BC

Britannia Beach là một cộng đồng nhỏ tại Quận Squamish-Lillooet Regional District, nằm khoảng 55 km từ Vancouver, British Columbia, trên đường Cao tốc Sea-to-Sky Highway vùng Howe Sound. Dân cư khoảng 300. Vùng này có suối Britannia Creek ngay cạnh. Bảo tàng Mỏ Britannia, trước kia chính là Bảo tàng Mỏ British Columbia, nằm ở đây. Trong quá khứ vùng này có mỏ đồng lớn.